# Oscar Dandrea
Oscar Dandrea (Cortina d'Ampezzo, 12 giugno 1941 – Belluno, 15 ottobre 2024) è stato un bobbista italiano, attivo dalla metà degli anni sessanta agli inizi degli anni settanta.

## Carriera sportiva

### Nazionale
Oscar esordisce come pilota della nazionale italiana di bob ai campionati europei junior nel 1968 vincendo la medaglia d'oro. Nel 1969 partecipa al campionato mondiale disputato a Lake Placid arrivando 6º. Nel 1971 vince la medaglia d'argento ai mondiali disputati a Cervinia con Alessandro Bignozzi, Antonio Brancaccio e Renzo Caldara, dietro alla Svizzera e davanti alla Germania Ovest.

## Palmarès

### Mondiali
- 1969 Lake Placid  6º classificato nel bob a quattro
- 1971 Cervinia  2°  classificato nel bob a quattro con Alessandro Bignozzi, Antonio Brancaccio e Renzo Caldara

### Campionati europei junior di bob
*1968 Cervinia  1°  classificato nel bob a due con Renzo Caldara

### Campionati italiani
Dandrea partecipa ai campionati italiani di bob, affermandosi come pilota del Bob Club Cortina e conquistando dieci medaglie:
- 1968  nel bob a due con Renzo Caldara
- 1968  nel bob a quattro con Giuliani, Guido Girardi e Renzo Caldara
- 1969  nel bob a quattro con Guido Girardi, Sigfrido Bellodis e Renzo Caldara
- 1970  nel bob a due con Renzo Caldara
- 1970  nel bob a quattro con Guido Girardi, Sigfrido Bellodis e Renzo Caldara
- 1971  nel bob a due con Renzo Caldara
- 1972  nel bob a due con Gianni Bonichon
- 1972  nel bob a quattro con Magni, Gianni Bonichon e Franco Perruquet
- 1973  nel bob a quattro con Franco Balza, Paolo Melotto e Franco Perruquet
- 1973  nel bob a due con Franco Perruquet

### Altro
Oscar è anche costruttore del bob modello Podar, inventato dal padre Evaldo Dandrea.